# 鹢
鹢，是中国传说的怪鸟，是一种水鸟名,体形和鹭一样大,善于飞。以鸟夷习俗有以鹢鸟为图腾的，古代船头会画鹢鸟。

## 记载
《春秋》僖公十六年: “六鹢退飞,过宋都。”
《前汉·司马相如子虚赋》浮文鷁。
《淮南子·本经训》龙舟鷁首，浮吹以娱。

## 参看
- 中国妖怪列表